# Episodi di No Ordinary Family
La prima e unica stagione della serie televisiva No Ordinary Family, composta da 20 episodi, è stata trasmessa in prima visione negli Stati Uniti d'America da ABC dal 28 settembre 2010 al 5 aprile 2011.
In Italia la stagione è stata trasmessa in prima visione satellitare da Fox dal 6 ottobre 2010 al 13 aprile 2011, a otto giorni dalla messa in onda statunitense; in chiaro è stata trasmessa da Italia 1 dal 28 novembre al 23 dicembre 2011.
| nº | Titolo originale            | Titolo italiano                      | Prima TV USA      | Prima TV Italia  |
| -- | --------------------------- | ------------------------------------ | ----------------- | ---------------- |
| 1  | Pilot                       | Cambiamenti                          | 28 settembre 2010 | 6 ottobre 2010   |
| 2  | No Ordinary Marriage        | Un matrimonio fuori dall'ordinario   | 5 ottobre 2010    | 13 ottobre 2010  |
| 3  | No Ordinary Ring            | Un anello fuori dall'ordinario       | 12 ottobre 2010   | 20 ottobre 2010  |
| 4  | No Ordinary Vigilante       | Un vigilante fuori dall'ordinario    | 19 ottobre 2010   | 27 ottobre 2010  |
| 5  | No Ordinary Quake           | Un terremoto fuori dall'ordinario    | 26 ottobre 2010   | 10 novembre 2010 |
| 6  | No Ordinary Visitors        | Ospiti fuori dall'ordinario          | 9 novembre 2010   | 17 novembre 2010 |
| 7  | No Ordinary Mobster         | Un criminale fuori dall'ordinario    | 16 novembre 2010  | 24 novembre 2010 |
| 8  | No Ordinary Accident        | Un incidente fuori dall'ordinario    | 23 novembre 2010  | 1º dicembre 2010 |
| 9  | No Ordinary Anniversary     | Un anniversario fuori dall'ordinario | 30 novembre 2010  | 8 dicembre 2010  |
| 10 | No Ordinary Sidekick        | Assistenti fuori dall'ordinario      | 7 dicembre 2010   | 5 gennaio 2011   |
| 11 | No Ordinary Friends         | Amici fuori dall'ordinario           | 4 gennaio 2011    | 12 gennaio 2011  |
| 12 | No Ordinary Brother         | Un fratello fuori dall'ordinario     | 11 gennaio 2011   | 19 gennaio 2011  |
| 13 | No Ordinary Detention       | Una punizione fuori dall'ordinario   | 18 gennaio 2011   | 9 febbraio 2011  |
| 14 | No Ordinary Double Standard | Una disparità fuori dall'ordinario   | 8 febbraio 2011   | 16 febbraio 2011 |
| 15 | No Ordinary Powell          | Dei Powell fuori dall'ordinario      | 15 febbraio 2011  | 23 febbraio 2011 |
| 16 | No Ordinary Proposal        | Una proposta fuori dall'ordinario    | 22 febbraio 2011  | 2 marzo 2011     |
| 17 | No Ordinary Love            | Un amore fuori dall'ordinario        | 1º marzo 2011     | 23 marzo 2011    |
| 18 | No Ordinary Animal          | Un animale fuori dall'ordinario      | 22 marzo 2011     | 30 marzo 2011    |
| 19 | No Ordinary Future          | Un futuro fuori dall'ordinario       | 26 marzo 2011     | 6 aprile 2011    |
| 20 | No Ordinary Beginning       | Un inizio fuori dall'ordinario       | 5 aprile 2011     | 13 aprile 2011   |

## Cambiamenti
- Titolo originale: Pilot
- Diretto da: David Semel
- Scritto da: Greg Berlanti e Jon Harmon Feldman

### Trama
L'episodio pilota presenta la famiglia Powell ormai in crisi: il padre Jim non è soddisfatto del proprio lavoro e il fatto che la moglie sia spesso impegnata nel suo ruolo di ricercatrice non lo aiuta; la figlia maggiore Daphne si ritira nel suo mondo di adolescente con l'esperienza del suo primo ragazzo e il figlio minore JJ sembra avere parecchi problemi nell'apprendere a scuola. Tuttavia Jim non si dà per vinto e decide di organizzare un viaggio in Brasile per riavvicinare tutta la famiglia. E qui accadde l'imprevisto: l'aereo che li stava scortando precipita durante una tempesta facendoli tuttavia sopravvivere. Lo spavento è grande, ma una volta ritornati a casa le loro vite riprendono a tornare quelle di sempre. Anche se per poco. Durante una sparatoria nella centrale di polizia Jim salva il suo capo parando il proiettile con la mano, accorgendosi successivamente di essere dotato di una forza straordinaria e riflessi inimmaginabili. Intanto Stephanie, la signora Powell, sempre di fretta a causa del suo lavoro, riesce a correre a una velocità di 900 km/h e Daphne legge la mente dei suoi compagni di scuola, scoprendo che il suo ragazzo la tradisce con la sua migliore amica. Essendo inizialmente in crisi, i coniugi Jim e Stephanie non si rivelano le loro abilità fin quando Jim, una volta tornato a casa ferito nel tentativo di catturare dei rapinatori, si apre alla moglie e viceversa. Nella sua caccia contro i criminali, Jim si imbatte inoltre in un fuggitivo che pare avere anch'esso un potere, benché sia poco chiaro da cosa derivi; prima di poterlo scoprire il malvivente tenta di attaccare Jim, ma viene ucciso dal detective della polizia. In seguito si manifesta anche l'abilità di JJ, che riesce a svolgere con facilità un compito in classe di matematica, materia con cui ha sempre avuto molti problemi. Accomunati da queste abilità straordinarie, i Powell sanno di non essere più una famiglia ordinaria, ma straordinaria.

## Un matrimonio fuori dall'ordinario
- Titolo originale: No Ordinary Marriage
- Diretto da: David Semel
- Scritto da: Alison Adler e Jon Harmon Feldman

### Trama
JJ è accusato di truffa, ma non vuole raccontare alla sua famiglia del suo potere. Stephanie rileva un campione dell'acqua in cui sono caduti in Amazzonia e scopre che è solo normale acqua, e si domanda come lei e la famiglia abbiano ottenuto i superpoteri. Jim interrompe una rapina in banca, ma, la Detective Yvonne Cho lo vede in azione sulla scena del crimine e successivamente lo affronta e Jim le racconta della sua superforza. Yvonne gli dice che se lo trova su un'altra scena del crimine non esiterà ad arrestarlo. Daphne impara a controllare i suoi poteri, concentrandosi solo sui suoi pensieri. Infine, un criminale con superpoteri (telecinesi) arriva nell'appartamento di Yvonne, e le chiede se sapeva che l'uomo morto nel parcheggio aveva dei poteri e se qualcun altro ne fosse a conoscenza, poi la uccide. Daphne scopre che JJ è diventato un genio e lo sta nascondendo alla famiglia.

## Un anello fuori dall'ordinario
- Titolo originale: No Ordinary Ring
- Diretto da: Terry McDonough
- Scritto da: Zack Estrin e Marc Guggenheim

### Trama
Dopo aver fatto da testimoni al matrimonio di un loro amico finito con una rapina, Jim e George si infiltrano a numerosi matrimoni per trovare i colpevoli delle rapine che hanno rubato l'anello di fidanzamento di Stephanie. Stephanie è preoccupata perché deve dare un campione di sangue per la società in cui lavora. JJ chiede a Daphne di leggere la mente della ragazza che ama per vedere se anche lei prova qualcosa per lui. Daphne è disperata e vorrebbe rivelare a una sua amica d'infanzia la sua nuova abilità.

## Un vigilante fuori dall'ordinario
- Titolo originale: No Ordinary Vigilante
- Diretto da: Ron Underwood
- Scritto da: Ali Adler e Jon Harmon Feldman

### Trama
Un uomo il cui figlio è stato assassinato anni fa, decide di diventare un vigilante e di farsi giustizia da solo sparando ai criminali in un parco della città. Jim visto sulla scena del crimine viene scambiato per il vigilante. Intanto il Dr. Francis Chiles (Reggie Lee) è sospettoso del comportamento di Stephanie e di Katie presso il laboratorio. Le abilità matematiche di JJ iniziano ad aumentare e le utilizza per fare parte della squadra di football. Daphne utilizza le sue abilità per scoprire dove si svolge una festa.

## Un terremoto fuori dall'ordinario
- Titolo originale: No Ordinary Quake
- Diretto da: Timothy Busfield
- Scritto da: Todd Slavkin e Darren Swimmer

### Trama
Jim e la sua famiglia si trovano in una farmacia quando, improvvisamente, scoppia un terremoto che rischia di ucciderli tutti. L'indomani, si scopre che altri terremoti stanno causando scompiglio e che, a questi, conseguono furti di medicinali. George e Jim si mettono così a indagare e scoprono che dietro ai furti si nasconde una ragazza che, a quanto pare, usa delle granate per far scoppiare i terremoti. La sera George chiama l'amico per informarlo di una rapina e Jim vi si reca, scoprendo che dietro tutto c'è si quella ragazza che però, usa i suoi poteri per scatenare i terremoti.
A casa intanto, Daphne è ammorbata dal pensiero che la sua amica Olivia possa avere una relazione con il loro professore e, dopo aver usato i suoi poteri per leggere loro nel pensiero, si convince della storia e manda una lettera al preside. La sera però, Olivia si presenta a casa di Daphne e le confessa di amare il professore ma come un padre visto che la storia era tra lui e sua madre e che lui le voleva bene, come a una figlia.
Stephanie intanto, è sempre più convinta che JJ abbia dei poteri che tiene nascosti così lo fa analizzare da Kathie, che intanto è occupata con il floppy disk criptato. Mentre la ragazza porta ad analizzare il materiale di JJ, il ragazzo, con facilità, decripta il lavoro di Kathie, che capisce che il ragazzo ha un potere. Tornata a casa, Stephanie si trova faccia a faccia con JJ e Jim i quali si trovano costretti a sgridare il figlio.
È la sera del convegno presidiato da Stephanie durante il quale però, si hanno nuove scosse: la ragazza è tornata nell'edificio. Jim prova allora a parlarle, non riuscendo nell'intento e venendo ferito. Stephanie accorre poi in suo aiuto e, una volta a casa, Jim racconta della presenza di altri uomini con i superpoteri alla moglie. L'indomani, quando le cose sembrano essersi calmante, JJ ha la sua partita di football e Jim ci parla, convincendolo a non usare i suoi poteri. Durante la partita, JJ segue il consiglio del padre capendo però che quello non è lo sport per lui.

## Ospiti fuori dall'ordinario
- Titolo originale: No Ordinary Visitors
- Diretto da: David Paymer
- Scritto da: Ali Adler e Zack Estrin

### Trama
Una famiglia sta per cenare quando viene derubata e malmenata da dei criminali in maschera. Intanto, a casa Powell, con sorpresa di tutti arrivano i genitori di Stephanie creando problemi nella "normalità" trovata da Jim, Stephanie, Daphne e JJ. L'indomani, Jim è al lavoro quando scopre che la famiglia derubata è di sua conoscenza e che il figlio è un amico di Daphne. A scuola infatti, i due parlano e la ragazza scopre di avere un altro potere: mediante il contatto, può risalire ai pensieri delle persone. Tornata a casa, dove intanto i nonni si stanno insospettendo, racconta tutto ai suoi genitori e vuole aiutare il padre nell'identikit, cosa che però le viene proibita. Per il giorno dopo, Stephanie e Jim si mettono d'accordo su come intrattenere i genitori e la madre va al laboratorio con Stephanie mentre il nonno va con JJ a giocare a biliardo dove, con il permesso di Jim, riesce a stupirlo. A scuola intanto, Daphne scopre ulteriori dettagli del rapinatore e va dal padre per l'identikit che, una volta consegnato al suo capo, viene diffuso nonostante Jim avesse fatto promettere di farlo rimanere segreto, mettendo in pericolo la vita della famiglia. La sera così, George e Jim si mettono a pattugliare la famiglia in questione ma Jim poi è costretto a tornare a casa dove, durante la cena, scoppia una brutta lite tra lui e il suocero. Poco dopo, Jim viene chiamato da George e arriva in tempo per salvare il ragazzo. L'indomani a scuola Daphne scopre che a salvarlo è stato suo padre e che l'amico però finge di non ricordarselo. Prima che i genitori vadano via, Stephanie si decide a raccontare loro tutto ma, mentre stanno parlando, lei, Jim e i genitori si trovano stranamente d'accordo e riescono a stabilire un vero contatto familiare. Tutto sembra essere andato per il meglio e così la famiglia Powell, con la loro nuova auto lasciata dal nonno dopo aver perso la scommessa con JJ, vanno a fare un giro per ritrovarsi con la normalità dei loro poteri felici e uniti come non mai.

## Un criminale fuori dall'ordinario
- Titolo originale: No Ordinary Mobster
- Diretto da: John Polson
- Scritto da: Marc Guggenheim

### Trama
Mentre Jim e Stephanie organizzano la sua festa a sorpresa, George ha a che fare con una vecchia conoscenza nel mondo criminale che però riesce a uscire nuovamente pulito dal processo. La sera, dopo la festa, George sta tornando a casa con la sua assistente quando qualcuno le spara. Saputo dell'accaduto, Jim prova a dare una mano e riesce a scovare il luogo dei traffici del pregiudicato: i due cominciano una lotta impari durante la quale però, l'uomo riesce a smascherare Jim e a vederlo in faccia, tutto sotto gli occhi dell'assistente del Dr.King. L'indomani, Jim è molto preoccupato per l'accaduto e quando anche George lo scopre, prova a trovare un diversivo. Intanto, Stephanie grazie a Katie riesce a scoprire qualcosa in più sulla sua ricerca che la porta dalla moglie del vecchio dottore da lei studiato la quale però le confessa che quei poteri che lo hanno portato al suicidio sono solo momentanei. Colpita da ciò e dissuasa dal Dr.King stesso, Stephanie decide di abbandonare le sue ricerche mentre il Dr.King ringrazia la moglie del dottore per quanto fatto. A scuola, Daphne si interessa a un ragazzo, Brett Martin, ex di una sua compagna con il quale sembra nascere qualcosa fino a quando lui non torna con la sua ex ragazza, consapevole però di aver fatto la scelta sbagliata, cosa che Daphne scopre grazie ai suoi poteri. JJ intanto, viene affiancato da Katie per delle "ripetizioni" speciali, finendo per invaghirsi per lei. JJ scoprendo che la ragazza non riesce a trovare qualcuno in grado di reggere il suo confronto inizia a chattare con lei fingendosi un altro. Le cose sembrano andare per il meglio fino a quando il finto spasimante non viene invitato a cena. Intanto, George riesce a trovare un diversivo e a salvare l'identità di Jim, mentre il Dr.King incarica il suo assistente speciale di indagare sulla famiglia Powell e lui però, pur conoscendoli, finge di non sapere niente. La sera, Katie si presenta all'appuntamento e JJ, che passa di lì, non va da lei che, ormai delusa, sta per andarsene quando al suo tavolo si presenta un uomo: è l'assistente del Dr.King.

## Un incidente fuori dall'ordinario
- Titolo originale: No Ordinary Accident
- Diretto da: Tom Verica
- Scritto da: Leigh Dana Jackson e Sonny Postiglione

### Trama
Mentre Jim è con Stephanie per una seratina romantica, George è con la sua assistente quando sente dei suoni provenienti dal suo ufficio segreto che lo portano a chiamare Jim: è in atto l'ennesimo furto di auto. Jim si reca sul posto ma scopre di non avere più i suoi poteri, stessa cosa che accade l'indomani. Preoccupata, Stephanie vuole fargli le analisi quando improvvisamente, le sue forze sono tornate. La storia dei poteri a intermittenza però non è finita e Jim, costretto a non poter intervenire per prevenire e catturare i ladri d'auto, si sente come nullo. Intanto, JJ aiuta un suo amico per superare l'esame ma il professore, convinto che ha imbrogliato, lo boccia comunque. JJ decide così di aiutarlo manomettendo il computer ma, proprio mentre ha quasi finito, entra in aula il professore che convoca subito Jim. Tra i due nasce una discussione dai toni accesi e, mentre il professore sta per andarsene con la sua auto, viene coinvolto in un bruttissimo incidente causato dallo stesso ladro di auto ricercato da Jim. JJ impaurito per l'incidente e per le condizioni del professore, chiede aiuto al padre che però, ha di nuovo perso i suoi poteri. Arrivati in ospedale, il dottore informa la moglie dell'uomo che non potrà operare suo marito in quanto troppo complicato. Stephanie intanto, preoccupata per suo marito, incarica Katie di fare diverse ricerche magari per qualche forma allergica. La ragazza, conducendo le sue più accurate ricerche, non risale però a niente fino a quando, durante il suo appuntamento con Will non capisce la causa di tutto: i baci di Stephanie. È infatti uno dei componenti del lucidalabbra di Stephanie a interferire con i poteri di Jim.
Daphne, intanto, per fare colpo su Brett decide di leggergli nuovamente il pensiero e le cose vanno sempre meglio fino a quando la ragazza non parla con JJ che, sempre più preoccupato per il suo professore, ha fatto degli studi per arrivare a una soluzione e le fa capire che sta usando i suoi poteri nel modo sbagliato; la sorella decide di confessare a Brett di aver mentito per far colpo su di lui.
Dopo diversi problemi con i genitori, JJ riesce a convincere sua madre a fare l'operazione e suo padre a coprirli: le cose, dopo qualche complicazione, vanno per il meglio e il professore è salvo. Anche Jim, ripresi i suoi poteri, riesce a catturare i ladri di auto e le cose sembrano andare per il meglio, come sempre, se non fosse che Will, il nuovo ragazzo di Katie, lavorando per il Dr. Dayton, nasconde qualcosa di losco.

## Un anniversario fuori dall'ordinario
- Titolo originale: No Ordinary Anniversary
- Diretto da: David Semel
- Scritto da: Elisabeth R. Finch e Kate Barnow

### Trama
Mentre Jim e Stephanie preparano la loro serata in onore al loro anniversario, qualcuno in città si diverte ad appiccare incendi e George sospetta essere un "super"criminale. A scuola intanto, JJ per ovviare alle continue prese in giro da parte dei compagni di scuola e per racimolare soldi per il nuovo computer, decide di organizzare una partita a poker in casa, cogliendo anche l'occasione dell'anniversario dei genitori. La sera, Jim e Stephanie stanchi di aspettare il tavolo decidono di mangiare un hot dog per strada per imbattersi poi nel criminale nascosto dietro gli incendi: George aveva ragione, l'uomo ha dei superpoteri. E così, per la prima volta insieme, i Powell combattono insieme contro l'uomo che viene poi arrestato. A casa intanto, JJ con l'aiuto di Daphne riesce a vincere fino a quando non arriva Katie che, con l'aiuto di Will, manda via tutti. Mentre sistemano casa però, Will deve andare via e, per fare un favore a Katie, Daphne cerca di leggergli nel pensiero non riuscendo però a captare nulla. Intanto, il piromane sta per essere spostato quando qualcosa va storto e riesce a fuggire: mentre Stephanie lo insegue, Jim riesce a salvare il detective Cordero e l'altro poliziotto. Insieme, Jim e Stephanie riescono a vincere sul piromane. Tornati a casa, i due decidono di separare il "lavoro" dal piacere e di non combattere insieme. L'indomani, Will si incontra con il Dr. King che, visto il fallimento dell'uomo, non gli dà la sua dose di "superpoteri" e, poco dopo, il Dr. Chiles, licenziato dal Dr.King, riesce a recuperare un po' di quel liquido.

## Assistenti fuori dall'ordinario
- Titolo originale: No Ordinary Sidekick
- Diretto da: Wendey Stanzler
- Scritto da: Zack Estrin e Jon Harmon Feldman

### Trama
Jim riesce a sventare una rapina con probabile omicidio in una lavanderia ma, per un equivoco, George se ne prende il merito, montandosi un po' la testa per tutto il successo che ne consegue. Daphne intanto, dopo aver riprovato a leggere il pensiero di Will, è sempre più preoccupata per Katie e decide, in accordo con JJ, di confessare tutto alla madre, dicendole che non è possibile che Will sia lo stesso uomo con il quale Katie chattava. JJ, seguendo il consiglio della sorella, comincia a frequentare un circolo di geni dove conosce una ragazza che gli manda in tilt il superpotere facendogli poi realizzare come controllare la sua abilità. Al lavoro, Jim viene scoperto da Cordero che, felice della notizia, dà il suo totale appoggio al suo salvatore. Jim, dopo aver litigato con George, si mette da solo sulle tracce dei rapinatori scontrandosi inizialmente con un brutto malinteso. Al laboratorio invece, Stephanie, dopo le rivelazioni fatte a Katie, litiga con l'amica e si ritrova sola a lavorare sul materiale che il Dr.Chiles le ha lasciato. Dopo le osservazioni fatte, la Dr.ssa Powell si reca a casa dell'amico il quale però, ha ricevuto la spiacevole visita di Will: la donna trova infatti l'amico morto. Katie, dopo i dubbi sorti in lei a causa delle rivelazioni di Stephanie, parla con Will il quale le confessa di chiamarsi in realtà Joshua e di non essere l'uomo della chat, bensì un uomo che l'ha vista quella sera e che voleva conoscerla. Jim, dopo l'equivoco, continua le sue ricerche e, grazie al ritorno del fidato George, riesce a catturare i responsabili mentre Stephanie chiarisce con Katie per poter poi tornare ai loro lavori. A casa, Daphne riceve la visita di Will che le mostra la sua identità, spaventandola a morte. La sera, mentre JJ è felice per la sua nuova ragazza e Jim e Stephanie stanno parlando tra loro, Daphne parla ai genitori di alcuni problemi: la ragazza, lasciando i genitori senza parole, ha rimosso gli ultimi tre mesi di vita.

## Amici fuori dall'ordinario
- Titolo originale: No Ordinary Friends
- Diretto da: Terry McDonough
- Scritto da: Ali Adler e Marc Guggenheim

### Trama
Dopo le rivelazioni di Daphne, tutta la famiglia Powell si riunisce intorno a lei e la aiutano a riacquisire i suoi poteri. L'indomani, mentre Jim sta andando al lavoro salva la vita di un uomo, Dave Cotten, che stava per essere investito da un autobus. La sera, la famiglia Cotten si presenta a casa da Jim, per ringraziarli, li invita a un pranzo da loro. Inizialmente titubanti, i Powell accettano e l'indomani pranzano con loro. Durante il pranzo, Stephanie lega molto con Michelle mentre Jim trova in Dave un nuovo amico e, ancora, Daphne e JJ legano rispettivamente con Chloe e Troy. Intanto Katie esce con Joshua al quale vorrebbe confessare di essere vergine ma, proprio mentre sta per condividere questo segreto, si blocca. L'indomani, Stephanie è ancora alla ricerca della sua agenda e ignora le parole di Katie riguardo alla sua paura di perdere Joshua; Jim continua a seguire, insieme a George, la pista sui quadri rubati che, visti gli indizi, lo porta suo malgrado a Dave. A scuola intanto, Daphne, spinta da Chloe, si convince a presentarsi per diventare la nuova presidentessa della scuola mentre JJ, dopo aver presentato la sua ragazza, Nathalie, a Troy, si trova costretto a picchiarlo dopo che quest'ultimo ci ha provato. La sera, dopo aver messo a letto Stephanie che ha bevuto un po' troppo con Michelle, si trova faccia a faccia con il ladro che però riesce a scappargli. Katie, dopo una bella serata con Joshua, proprio mentre i due stanno per fare l'amore, le confessa il suo segreto, facendolo scappare. L'indomani, JJ capisce che Troy ha fatto quanto ha fatto per aiutarlo tanto che Nathalie si avvicina ancora di più a lui; Daphne riscuote un gran successo al discorso tenuto per essere eletta mentre Jim, andato a casa Cotten, scopre che in realtà il ladro è Michelle. Saputo ciò, con la donna parla Stephanie convincendola a costituirsi dopo aver detto tutto alla famiglia. Joshua va dal Dr.King e gli dà le sue dimissioni, dicendogli di aver trovato qualcosa per cui vivere. La sera, Stephanie segue Michelle che doveva incontrarsi con il suo "boss" ma qualcosa va storto e la donna, per proteggere la nuova amica, viene ferita. In ospedale, Michelle e Stephanie capiscono che sarebbero potute diventare ottime amiche mentre Dave confessa a Jim di avergli cambiato la vita. Katie, in lacrime per essere stata lasciata da Joshua, sta aspettando la pizza quando, sull'uscio della porta, trova proprio Joshua che le dice di aver scelto lei. I due fanno l'amore e Katie, mentre Joshua dorme, si alza e, nel riporre i suoi vestiti nota che qualcosa gli è caduto dalla tasca: è l'agendina rossa di Stephanie.

## Un fratello fuori dall'ordinario
- Titolo originale: No Ordinary Brother
- Diretto da: Michael Watkins
- Scritto da: Todd Slavkin e Darren Swimmer

### Trama
Jim e Stephanie stanno dormendo quando, sentendo dei rumori, Jim scende e trova suo fratello.
Katie intanto, scopre che in realtà Joshua su quel taccuino ha scritto delle poesie per lei e ne rimane molto felice. Al lavoro, le cose vanno per il meglio tanto che la ragazza riceve una promozione, a Los Angeles, dove la seguirà anche Joshua. Stephanie, dispiaciuta, dopo un iniziale equivoco, riesce a chiarire tutto con Katie e ad andare a festeggiare per la notizia. Quando però le due si salutano, Katie sta per essere uccisa da un carico caduto da un montacarichi se non fosse per la velocità di Stephanie. Preoccupato per l'accaduto, Joshua si reca dal Dr.King, minacciandolo. A casa intanto, il fratello di Jim scopre di tutti i poteri e sfrutta JJ per vincere alle scommesse. Poco dopo però, si troverà costretto a confessare dei suoi debiti alla famiglia che, in tutti i modi, cercherà di aiutarlo. A scuola intanto, grazie al suo dono, Daphne riesce a "scagionare" un ragazzo da accuse rivoltegli e a fargli capire che a lei importa di lui. Sul "fronte zio" JJ prova a far vincere la somma che lo zio deve con le corse ma, il fato vuole, che qualcosa vada storto e così Jim si reca sul posto dove, grazie alla sua forza e alla complicità fraterna, riescono a farla franca. L'indomani, tutto è tornato alla normalità e lo zio se ne va per tornare dalla moglie e dal suo futuro bambino; George, dopo la rapina nel rifugio, grazie all'assicurazione ne ha creato un altro molto più accessoriato; Katie ha capito che il suo posto è lì accanto a Stephanie e perciò ha deciso di non accettare la promozione. Il Dr.King nel suo ufficio, incontra l'addetto alla gru che ha lasciato cadere il carico che stava per uccidere Katie: l'uomo, scusandosi, si mostra per quello che è in realtà: è un mutaforme. L'uomo, è in realtà la donna che in precedenza ha informato Katie circa la promozione e che, quindi, lavora per il Dr.King per cercare di capire cosa nasconda la famiglia Powell.

## Una punizione fuori dall'ordinario
- Titolo originale: No Ordinary Detention
- Diretto da: David Petrarca
- Scritto da: Zack Estrin e Leigh Dana Jackson

### Trama
Jim, come al suo solito, aiuta nella cattura di un criminale ma, arrivato in ufficio, si trova di fronte uno sconveniente problema: gli affari interni hanno mandato una loro dipendente per cercare chi, negli ultimini sei mesi, sta catturando i malviventi senza permesso. Durante le ricerche, le attenzioni cadono proprio su Jim fino a quando, con sorpresa di tutti, i criminali presenti nel dipartimento iniziano una rivolta facendo numerosi ostaggi. È in questa situazione che Jim decide, grazie anche all'appoggio di George, di emulare Die Hard e sconfiggere i cattivi. Il suo piano avrebbe avuto buon esito se non fosse stato per l'agente degli affari interni che ha deciso di fare il suo nome. Ora, i pochi criminali rimasti portano sia la donna sia Jim con loro per sicurezza per poter fuggire ma, durante uno scontro, Jim riesce a sconfiggerli conquistando anche la fiducia dell'agente.
Intanto a scuola, sia JJ sia Daphne finiscono in punizione durante la quale JJ viene lasciato dalla sua ragazza mentre Daphne si riscopre innamorata di Cris.
Nel suo studio, Stephanie riceve Joshua e Katie, preoccupata per le condizioni del ragazzo, proprio per fare degli accertamenti su di lui. Mentre sono nello studio, ricevono la visita di Victoria Monroe che, poco dopo, ha un violento scontro con Joshua durante il quale lo informa di aver messo ko Katie. La donna ora, avendo preso le sembianze di Katie si reca da Stephanie la quale, non capendo chi sia in realtà, si comporta come al suo solito fino a quando non si trova di fronte le due Katie. Dopo qualche momento di esitazione, Stephanie capisce chi sia la vera Katie ma viene colpita da Victoria che sta per uccidere Katie se non fosse per il repentino intervento di Joshua che, per salvarla, si è nuovamente iniettato l'antidoto e, tornati a casa, racconta tutta la verità a Katie chiedendole però, di mantenere il segreto.

## Una disparità fuori dall'ordinario
- Titolo originale: No Ordinary Double Standard
- Diretto da: Paul A. Edwards
- Scritto da: Sallie Patrick

### Trama
Stephanie va a cena con Lena, una vecchia amica di studi. Tornate a casa, le due si sentono per telefono ma qualcosa non va e, corsa sul posto, Stephanie trova l'amica svenuta sul pavimento. L'indomani cominciano le ricerche e si scopre che da quelle parti si aggira un criminale e Stephanie prova a convincere Jim che lui ha bisogno di lei, non trovando però il marito propenso alla collaborazione. Inizia così una sorta di sfida tra i due che, in seguito all'individuazione del criminale, li porta a collaborare. I due infatti scoprono che dietro ai crimini c'è un uomo, Tom Silly, che è in grado di svanire. Le ricerche collegano l'uomo a Lena e, mentre Stephanie è in casa, riceve la visita proprio di Tom che confessa alla coppia di avere paura: infatti sostiene che in carcere è stato sottoposto a esperimenti e tra i dottori c'era proprio Lena. Guardando poi in casa di Stephanie, riconosce il Dr.King come il capo dei dottori e, infuriato, si reca al laboratorio per ucciderlo. Solo grazie al repentino intervento di Stephanie e Jim l'uomo non viene ucciso.
Intanto JJ viene invitato da Baily a uscire e, nonostante Daphne non creda nel reale interesse della ragazza, si deve ricredere dopo aver usato il suo potere. Anche Cris poi le chiede di uscire ma Jim le vieta di andare all'appuntamento. Daphne, infuriata, disobbedisce ed esce comunque. Mentre è al suo appuntamento, JJ si rende conto di essere ancora interessato a Nathalie, lasciando così Baily. Nel mentre Daphne ha una discussione con Cris e decide di andarsene per conto suo. Mentre sta camminando, viene aggredita e, nonostante l'intervento di Cris, da sola riesce a mandare via l'aggressore con la forza del pensiero. Rientrata, prova a scusarsi con il padre ma, infuriato per la bugia, prova a punirla ma Daphne usa nuovamente il suo potere per evitare la punizione.
Intanto Katie riceve la visita del Dr.King che le mette in testa dei sospetti riguardo Joshua ma, una volta parlato con lui, quest'ultimo usa il suo potere per far cambiare idea alla ragazza e per far tornare tutto nella norma.
È la sera della premiazione per il Dr.King e, nonostante i dubbi sulla sua persona, Stephanie fa un discorso in suo onore spendendo delle parole molto belle e, più tardi, il Dr.King scoprirà, grazie ai filmati della sicurezza, i poteri della coppia Powell.

## Dei Powell fuori dall'ordinario
- Titolo originale: No Ordinary Powell
- Diretto da: Paul A. Edwards
- Scritto da: Sallie Patrick

### Trama
Stephenie torna a casa e, sconvolta, trova Jim steso a terra, privo di vita.
12 ore prima: Scoperti i poteri dei Powell, il Dr.King chiede a Victoria di tenerli d'occhio e la donna, prendendo le sembianze di tutti i componenti, riesce ad avvicinarsi piano piano ai segreti di ognuno per riferirli poi al capo. Nel mentre, grazie a George, Jim si reca a casa del Dr.King dove scopre che la sua famiglia viene sorvegliata da diverso tempo. Qui, per la prima volta, vede Victoria ma non riesce a fermarla. Mentre è nel fortino di George però, capisce che dietro tutto c'è proprio la mutaforma che, altresì, scoprono essere la figlia adottiva del Dr.King e che in realtà si chiama Amelia. Jim prova a mettere in guardia Stephanie, non accorgendosi però che in realtà è Victoria e le svela così anche il suo punto debole. Intanto, la vera Stephanie, messa a conoscenza della vera identità di Joshua, cerca di aiutarlo a tornare normale grazie a un suo siero.
Intanto, JJ e Daphne collaborano per risalire all'omicidio della madre di Nathalie e, durante le ricerche, JJ scopre il nuovo potere della sorella che risulta molto utile all'indagine. Arrivati a casa di un amico della mamma di Nathalie, qui, scoprono che l'assassino è la moglie dell'uomo che, gelosa della relazione tra i due, l'ha uccisa. Daphne e JJ si trovano così faccia a faccia con l'assassina che sta per ucciderli ma viene fermata dall'intervento di Jim. Tornati a casa, Jim sgrida i figli e, arrivata Stephanie vorrebbe informarli riguardo al pericolo Victoria ma, il telefono di casa squilla: è Stephanie. Grazie ai suoi poteri, Daphne capisce di dover andare in camera sua con JJ e, così, inizia la lotta tra Jim e Victoria, che prende le sue sembianze. Durante la lotta, Victoria confessa a Jim che il Dr.King vuole avere Stephanie perché innamorato di lei e non si fermerà fino a che non la otterrà. In una lotta senza mezze misure, i due Jim si scambiano colpi all'ultimo sangue fino a che, uno dei due, non ha la meglio sull'altro.
Ecco allora che Stephanie rincasa e trova Jim morto sul pavimento. Tra le urla di dolore e le lacrime però, dalle scale scende l'altro Jim e, il Jim sul pavimento riprende le sembianze di Victoria. Preoccupati per le conseguenze, vengono aiutati da Joshua a disfarsi del corpo e a scoprire nuovi dettagli per mettere in atto un piano. L'indomani, al lavoro, Stephanie, fingendosi Victoria, riesce così ad aggirare il Dr.King e a cominciare il loro piano.

## Una proposta fuori dall'ordinario
- Titolo originale: No Ordinary Proposal
- Diretto da: Stephen Surjik
- Scritto da: Andrew Major e Emily Silver

### Trama
Jim insegue un malvivente in un vicolo ma, mentre l'uomo reagisce sparandogli, Jim deviando i proiettili, finisce per ferire un ragazzo. Sentendosi in colpa, Jim prova a fare il possibile per aiutarlo, chiedendo anche a Stephanie il suo siero.
Intanto, a casa Powell, si festeggia il fidanzamento tra Katie e Joshua, prossimi al matrimonio quando, dopo la conversazione tra Jim e Stephanie, sparisce il siero. L'indomani, cominciano così le ricerche al ladro che portano a pensare prima al Dr.King, poi a Joshua che però, dato che vuole far sparire i suoi poteri, riesce a convincere Stephanie della sua innocenza. Ripensando agli invitati, Jim fa cadere le accuse su Chris, il ragazzo di Daphne che però smentisce ogni accusa. Daphne, arrabbiata per le accuse, va a scusarsi con Chris ma, mentre si abbracciano, Daphne vede la verità: il ragazzo ha realmente rubato il siero ma non per sé, ma per il padre per aiutarlo e guarirlo dalla sua paralisi. Tornata a casa, Daphne informa suo padre dell'accaduto il quale, a sua volta, informa la figlia che il padre di Chris sta andando in giro per la città a rapinare banche grazie alla sua super forza, datagli dal siero. Jim, vista la realtà dei fatti, va a cercare il padre di Chris ma, durante il loro incontro, viene battuto dall'uomo che lo ferisce malamente. A casa, Chris anche subisce la stessa sorte di Jim e viene mandato in ospedale dal padre che, in crisi d'astinenza, si reca alla Global Tech per cercare Stephanie e il siero. In laboratorio, Katie e Stephanie vengono aggredite dall'uomo che però, questa volta, viene fermato da Jim che, grazie all'aiuto di George, riesce a batterlo e a mandarlo in prigione. La sera, sembra tutto risolto ma Stephanie viene convocata dal Dr.King che le fa delle rivelazioni su Joshua che portano la donna a capire che, mesi prima, Daphne aveva perso la memoria a causa dei poteri del ragazzo. Joshua così, viene attaccato da Jim e dalla stessa Katie che lo lascia, per sempre. L'indomani, mentre sta lasciando la città, Joshua si accorge che il siero iniettatogli da Stephanie, sta facendo effetto e i suoi poteri stanno sparendo.
A scuola, JJ viene ricattato dal professore per entrare nella sua squadra di Decathlon accademico e, riuscendo nell'intento, si reca a riscuotere la ricompensa dal Dr.King.

## Un amore fuori dall'ordinario
- Titolo originale: No Ordinary Love
- Diretto da: Peter Werner
- Scritto da: Kate Barnow e Elisabeth R. Finch

### Trama
Dopo la chiamata di George, Jim prende un ladro dopo una rapina in farmacia. L'indomani, il caso sembra chiuso ma, dopo avero incontrato Sofie e aver discusso con lei del processo, George comunica a Jim che l'uomo è ora libero e che, inoltre, ha trovato in Sofie la donna della sua vita. La sera, i due escono e, grazie a uno strano potere, Sofie riesce a far compiere anche a George una rapina in banca dove Jim riceve l'identikit proprio dell'amico. L'indomani, Jim prova a parlare con l'amico che però nega tutto e, anzi, invita lui e Stephanie a una cena insieme. La donna, che è sotto pressione al lavoro a causa del suo coinvolgimento nel piano con il Dr.King, accetta volentieri l'invito ma, la cena, non va come dovrebbe: Jim e George finiscono per litigare e Jim, sospettoso nei confronti di Sofie, finisce per innamorarsi di lei dopo un contatto con la donna. L'indomani, sempre più attratto da lei, Jim si reca da Sofie dove, per far bella figura, spinge George catapultandolo sul muro, impressionando Sofie che decide di sfruttare l'uomo per i suoi piani. Dopo un'intera giornata al servizio di Sofie, Jim torna a casa dove però, riceve l'ennesima chiamata della donna che lo spinge a lasciare la sua famiglia ma Daphne, incuriosita, gli legge nel pensiero e così, visti i pensieri del padre, Stephanie lo segue scoprendo il tradimento. Distrutta, Stephanie caccia di casa il marito che si reca da George. L'indomani, l'uomo sconvolto dalla notizia si reca a casa Powell dove racconta a JJ che non ricorda nemmeno di conoscerla questa Sofie, portando il ragazzo a capire che dietro tutto ciò c'è l'azione dei feromoni. I due, si recano così a casa della donna dove scoprono che sta progettando una bomba. George preoccupato, chiama subito Stephanie che, intanto, ha somministrato il siero a un malato terminale. Parlando con l'amico, Stephanie capisce che Jim è sotto il potere di qualche pozione e, scoprendo che si sta dirigendo proprio lì corre da lui a fermarlo. Inizialmente restio, Jim posiziona la bomba di Sofie nel posto stabilito ma, solo dopo aver ritrovato l'amore per Stephanie, rinsavisce e insieme evitano la catastrofe. Poco dopo, Sofie verrà uccisa da Helen Burton, la mandante del piano.
Intanto, dopo diversi tentativi di sabotare i pensieri di Chris, Daphne decide di raccontare tutta la verità su se stessa e sulla famiglia al ragazzo che, a dispetto dei pensieri di Daphne, accetta molto bene la notizia per il fatto che la sua ragazza si è fidata ciecamente di lui.
L'indomani, tutto è tornato alla norma e Stephanie si reca dal suo paziente, non trovandolo più al suo posto e scoprendo, altresì, che non era innocente bensì era un pluriomicida. L'uomo intanto, sano e salvo, è insieme al Dr.King per mostrargli il suo strano potere quando, poco dopo, viene attirato dalla proposta lavorativa di Helen a uccidere proprio il Dr.King.

## Un animale fuori dall'ordinario
- Titolo originale: No Ordinary Animal
- Diretto da: Greg Beeman
- Scritto da: Zack Estrin e Jon Harmon Feldman

### Trama
Una ragazza sta facendo jogging quando viene brutalmente attaccata e uccisa. La polizia si occupa del caso ma, dato alcuni elementi discordanti con la ricostruzione della scena, Jim e George pensano che dietro tutto ci sia un "supercattivo". Informata anche Stephanie del fatto, la donna si reca dal Dr.King per chiedergli se, tra i suoi tanti pazienti, ce ne fosse uno con degli artigli simili a un animale ma l'uomo nega. Intanto, libero per la città, Lucas lavora per Helen uccidendo tutti gli uomini con i superpoteri.
A scuola, Daphne viene convinta da Chris a usare i suoi poteri per manipolare la mente del preside per poi andarsene da scuola e andare a sentire la sua cantante preferita. JJ, sotto pressione del professor Litchfield, si rifiuta di svolgere un'equazione molto complicata, cosa che porta dei problemi all'uomo con il Dr.King.
Intanto, continuano le ricerche dell'uomo animale e, mentre sta rientrando, Katie, ignara di tutto, incontra proprio l'uomo che, fingendosi un amico di Joshua, cerca il ragazzo ma, dopo aver scoperto che non è più lì, se ne sta andando quando però, sente che Katie ha dei poteri. La donna, spaventata urla e l'uomo viene scaraventato lontano. Sul posto arrivano subito Jim e Stephanie che, parlando con l'amica, scoprono che anche lei ha dei poteri. Riuniti tutti nel nascondiglio di George, Stephanie va a prendere JJ a scuola e, dopo aver scoperto che Daphne non c'è, va ad aspettarla a casa dove però trova Lucas il quale, dopo una lunga chiacchierata, la ferisce gravemente lasciandola in fin di vita. In fin di vita, la donna viene trovata da Jim che la porta subito da George e, grazie a JJ, trova anche Daphne. La ragazza, attirata da Lucas con l'inganno, sta per essere uccisa quando però interviene il padre. Dopo un'estenuante lotta, Jim riesce ad avere la meglio e a portare la figlia in salvo. Tornati a casa di George, JJ scopre che Stephanie ha una brutta infezione e Jim, non trovando altra soluzione, la porta dal Dr.King il quale, sotto richiesta dell'uomo, inietta del siero alla donna. L'indomani, Daphne a scuola scopre che il professor Litchfield sta lavorando per qualcuno e, proprio in quel momento, nell'ufficio del Dr.King entra Helen: lei è il suo capo. La donna, delusa dal suo lavoro, deve però ricredersi quando il Dr.King le mostra la soluzione della formula che renderà i poteri stabili. Sempre nello studio, Katie ha svolto delle ricerche su se stessa e, trovandosi a parlare con Daphne, le confessa di essere incinta ed è proprio quello che le ha dato i poteri. A casa, Jim trova Stephanie in piena forma che, stanca di stare a casa, decide di andare a fare una corsa. Le cose sembrano andare come al solito quando però, a causa degli effetti del siero, qualcosa di diverso accade: la donna, improvvisamente, si smaterializza per finire in un lampo di luce.

## Un futuro fuori dall'ordinario
- Titolo originale: No Ordinary Future
- Diretto da: Milan Cheylov
- Scritto da: Todd Slavkin e Darren Swimmer

### Trama
Stephanie si ritrova di fronte casa sua, assediata dall'esercito: nessuno però sembra vederla e, improvvisamente, si ritrova nuovamente in casa sua con Jim.
Sinceratosi delle condizioni della moglie, Jim va alla festa in onore di Cordero ma, quando tutti se ne stanno andando, l'uomo viene assassinato. L'indomani, in commissariato, si presenta la moglie di Cordero che, dopo aver ringraziato Jim per l'amicizia con il marito, gli confessa che da un po' l'uomo era preoccupato per un lavoro che aveva portato a casa. Indagando insieme a George, Jim scopre che Cordero stava per rivelare i nomi di alcuni poliziotti corrotti al procuratore. In commissariato intanto, Jim viene chiamato da un altro poliziotto che gli confessa di aver scoperto la stessa cosa ma, dopo avergli dato appuntamento, prova a uccidere Jim.
Intanto Stephanie, fa un altro salto nel futuro e questa volta vede i suoi figli in condizioni pessime, aiutati solo da George per fuggire all'esercito. Tornata nel presente, confessa tutto a Katie che, preoccupata per l'amica, le fa delle analisi per accertarsi delle sue condizioni ma, in quel momento, Stephanie torna nel futuro e scopre che l'esercito li cerca perché ha scoperto i loro poteri. Preoccupata per l'accaduto, Stephanie confessa tutto alla famiglia che, dopo aver scoperto che Daphne ha raccontato tutto a Chris, finisce con il sospettare proprio il ragazzo. Dopo l'ennesimo salto nel futuro però, Stephanie scopre che a rivelare il loro segreto sarà Jim, ripreso da una telecamera mentre salva la vita a George. Preoccupata, torna nel presente e racconta l'accaduto a Jim che, però, non può fare a meno di salvare l'amico. Giunto sul posto, riesce a non farsi riprendere dal cameraman ma, solo grazie all'aiuto di Daphne e dei suoi poteri psichici, riesce a salvare definitivamente George e a non farsi scoprire. A casa, Daphne si trova costretta a raccontare del suo nuovo potere e, spinta dai suoi genitori, capisce che, come Joshua, è in grado di cancellare anche i ricordi, cosa che le chiedono di fare con Chris. L'indomani, il ragazzo si scusa con lei per aver approfittato dei suoi poteri ma Daphne, a malincuore, si trova costretta a far dimenticare al ragazzo la prima volta che aveva pensato che lei potesse avere dei poteri. Ripresosi dal potere però, Chris non ha dimenticato solo il dettaglio dei poteri, ma ha dimenticato tutta la storia con Daphne la quale, in lacrime, viene consolata da JJ, a sua volta preoccupato per la scomparsa del professor Litchfield.
Intanto, Helen ha riportato in vita Victoria e, tramite inganno, la fa avvicinare a Katie, scoprendo così che il bambino che porta in grembo ha dei superpoteri: per questo, Helen decide di far continuare a vivere Katie fino alla nascita del bambino per poi farla uccidere.

## Un inizio fuori dall'ordinario
- Titolo originario: No Ordinary Beginning
- Diretto da: Paul Edwards
- Scritto da: Jon Harmon Feldman (soggetto), Zack Estrin e Ali Adler (sceneggiatura)

### Trama
George si trova su un aereo che sta per precipitare insieme ad altri passeggeri.
IERI: JJ riceve l'inaspettata visita del professor Litchfield che fa infuriare Jim il quale decide di andargli a parlare. Raggiunto il professore però, Jim lo trova morto proprio alla sua scrivania. La sera, mentre Jim capisce che dietro tutto c'è qualcuno che manovrava il professore, JJ viene rapito da un super cattivo. L'indomani, risaliti al Dr.King, Jim e Stephanie si recano da lui dove scoprono che Helen Burt lo ha rimosso dal caso e che, inoltre, la natura del siero risiede proprio nella vita del di Deaton: l'uomo infatti, ha bisogno di continue iniezioni per poter sopravvivere a un cancro incurabile, ma stranamente il siero non gli ha donato delle abilità soprannaturali come a tutti gli altri. La famiglia Powell, scoperto dove è nascosto JJ, decide di recarsi sul posto e di salvare il ragazzo.
Katie intanto, si è stabilita da George ma, quando l'uomo va a ritirarle delle analisi, riceve l'inaspettata visita di Joshua. Felice per il ritorno dell'uomo, Katie dovrà ricredersi quando, grazie a una telefonata di George, scoprirà che quella è Victoria. Infatti, nella cella dove è tenuto JJ, c'è anche il vero Joshua che, persi i suoi poteri, è stato imprigionato. Nel mentre, le ricerche di JJ portano la famiglia a essere catturata e, grazie a una minaccia fatta a JJ da parte di Helen, il ragazzo riesce a capire il motivo dei loro poteri permanenti. Grazie all'intervento del Dr.King, i tre riescono a fuggire e Stephanie cerca, invano, di fermare l'aereo di Helen con gli 80 futuri supercattivi mentre il Dr.King, dopo aver salvato Joshua, si reca da Jim per ucciderlo e, finalmente, amare Stephanie. Il piano del Dr.King sembra aver funzionato fino a quando Jim non torna dalla famiglia, facendo scaturire l'ira dell'uomo con conseguente lotta tra i due dove si scopre che in realtà il Dr. King ha i poteri di ogni membro della famiglia potenziati: Deaton sembra aver la meglio ma, grazie all'intervento di JJ, il Dr.King viene definitivamente sconfitto.
Intanto, Katie ha un duro faccia a faccia con Victoria che viene fermata solo dall'intervento del vero Joshua che, poco dopo, aiuta la sua amata a partorire. Il bambino però, troppo piccolo, sembra essere morto quando, miracolosamente, comincia a piangere.
La sera, tutto è finito per il meglio e la famiglia sta aspettando George, ignari del fatto che l'amico è sull'aereo insieme ai supercattivi, quando dei federali suonano la porta: gli uomini raccontano loro dell'incidente e delle conseguenze confessando loro di sapere che non sono una famiglia normale e che, ora, il governo ha bisogno del loro aiuto.